# Renault 21
Renault 21 – samochód osobowy klasy średniej produkowany przez francuską markę Renault w latach 1986–1996.

## Historia i opis modelu

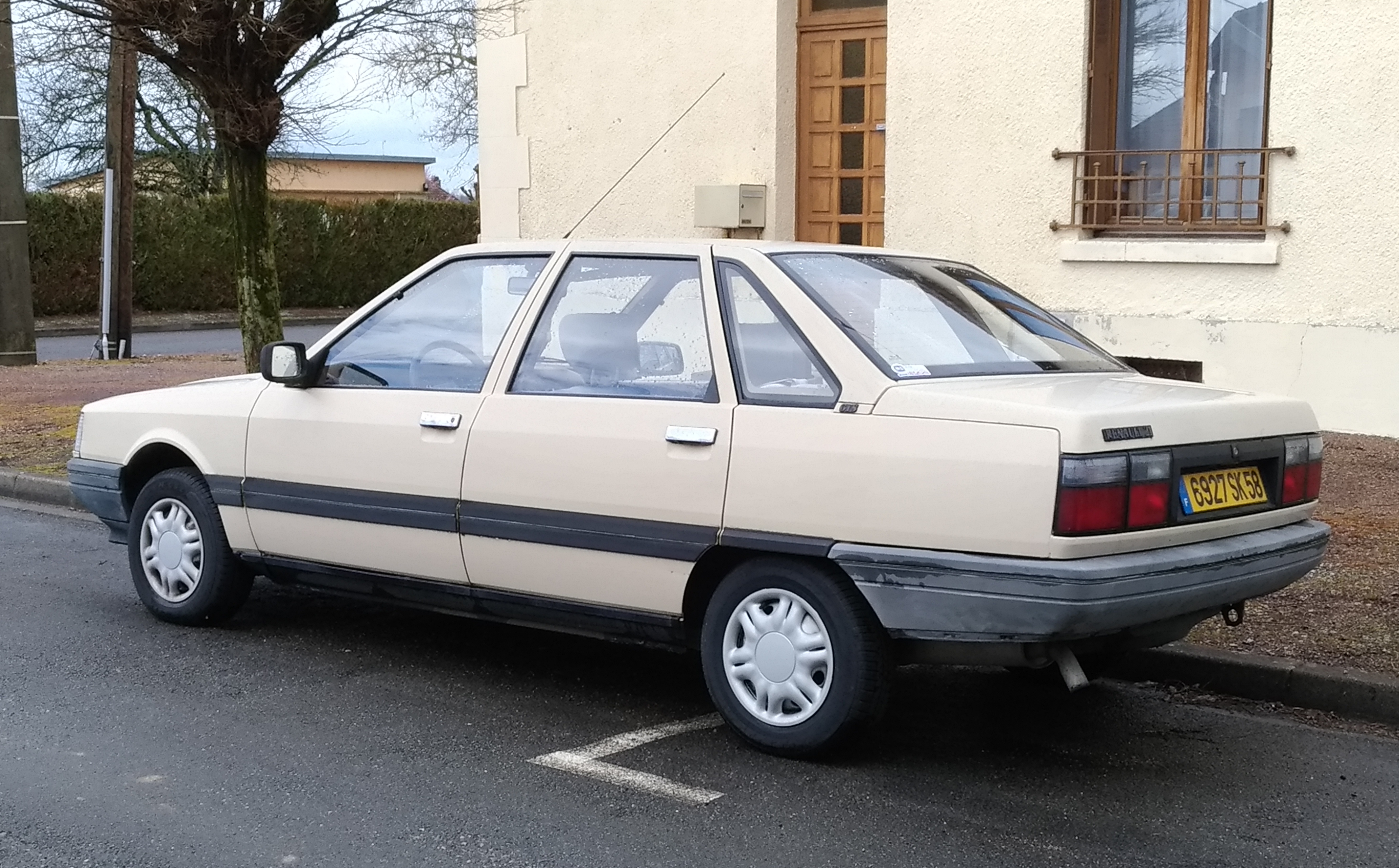
Renault 21 - tył

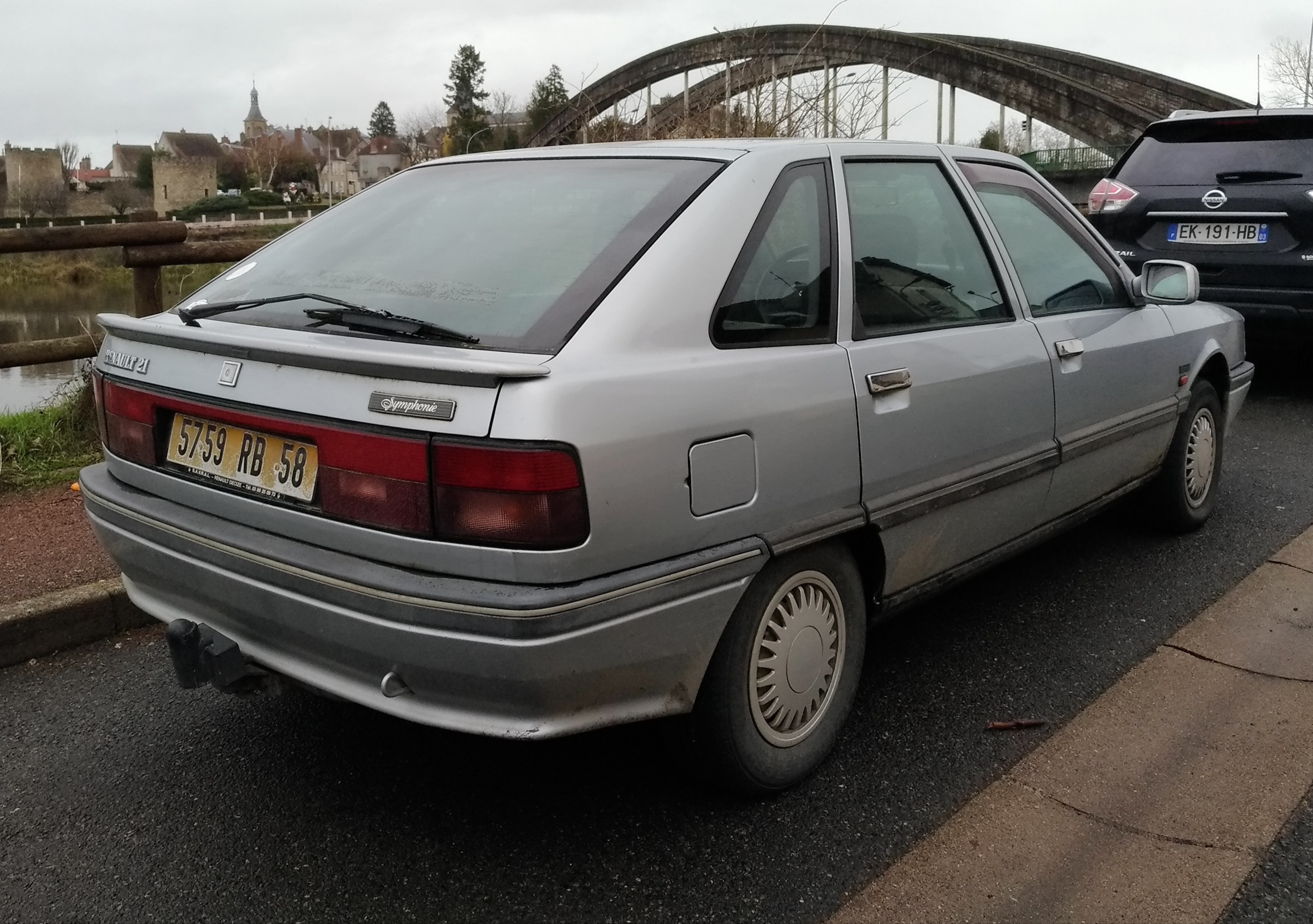
Renault 21 Liftback

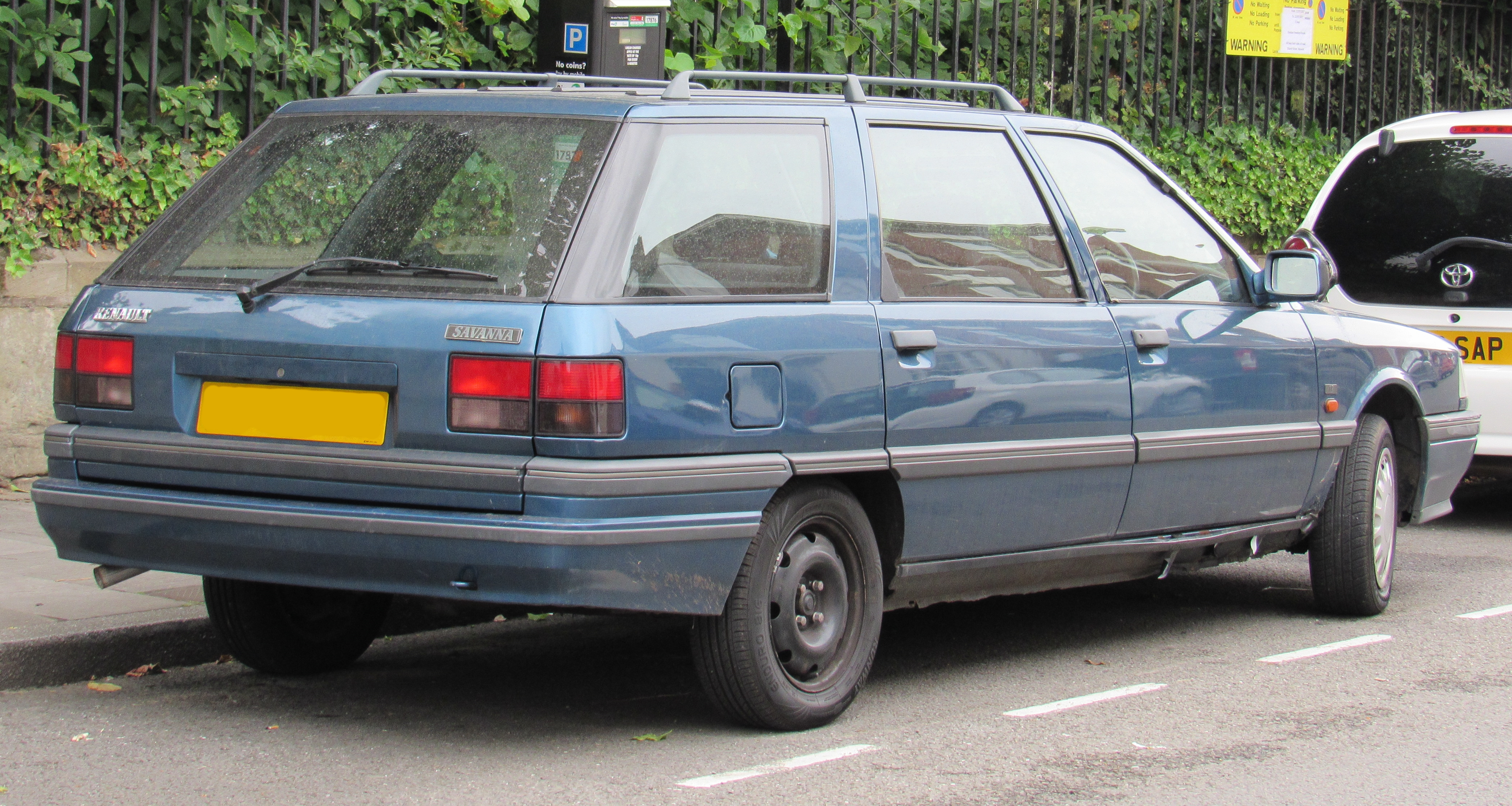
Renault 21 Kombi

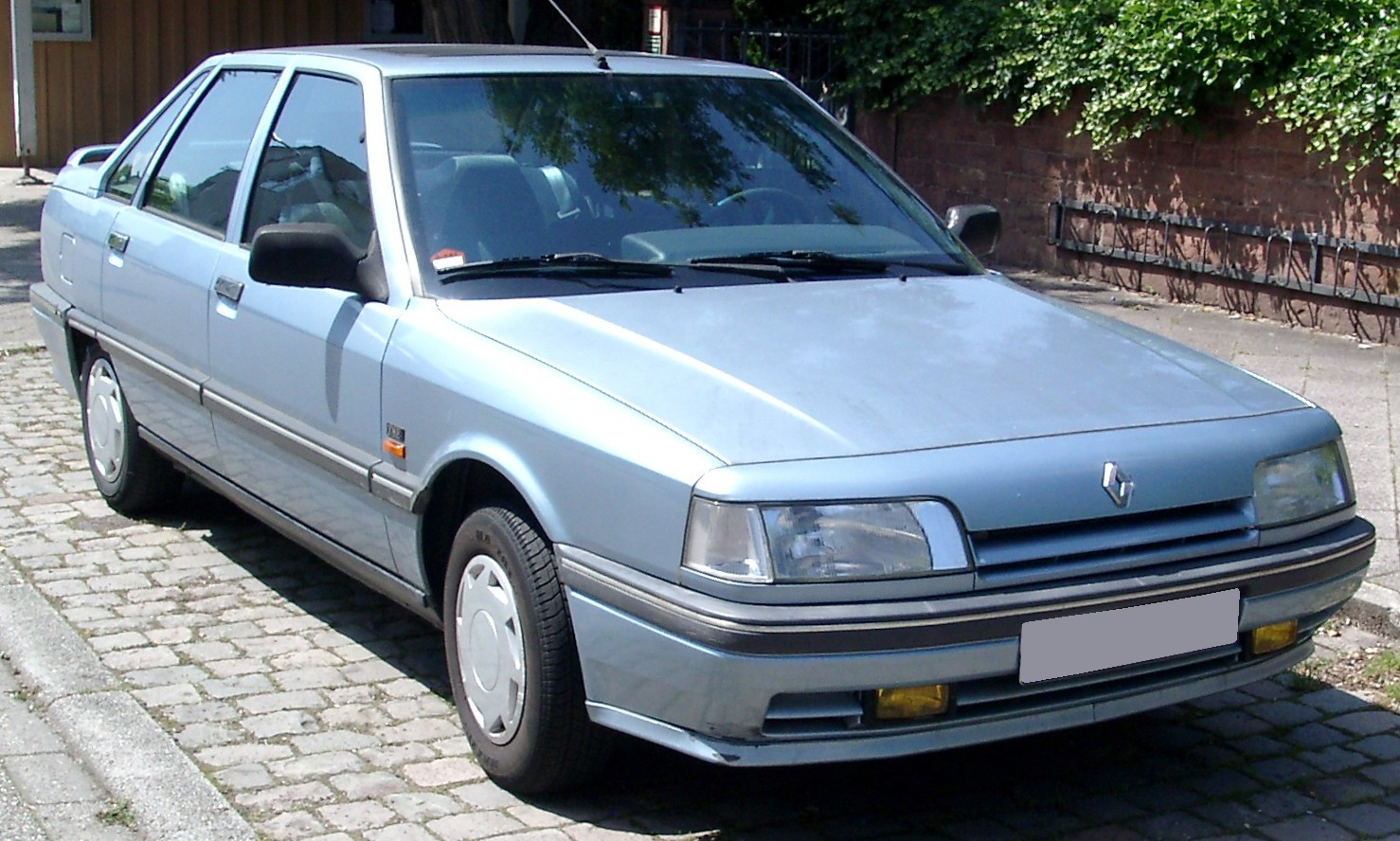
Renault 21 po liftingu

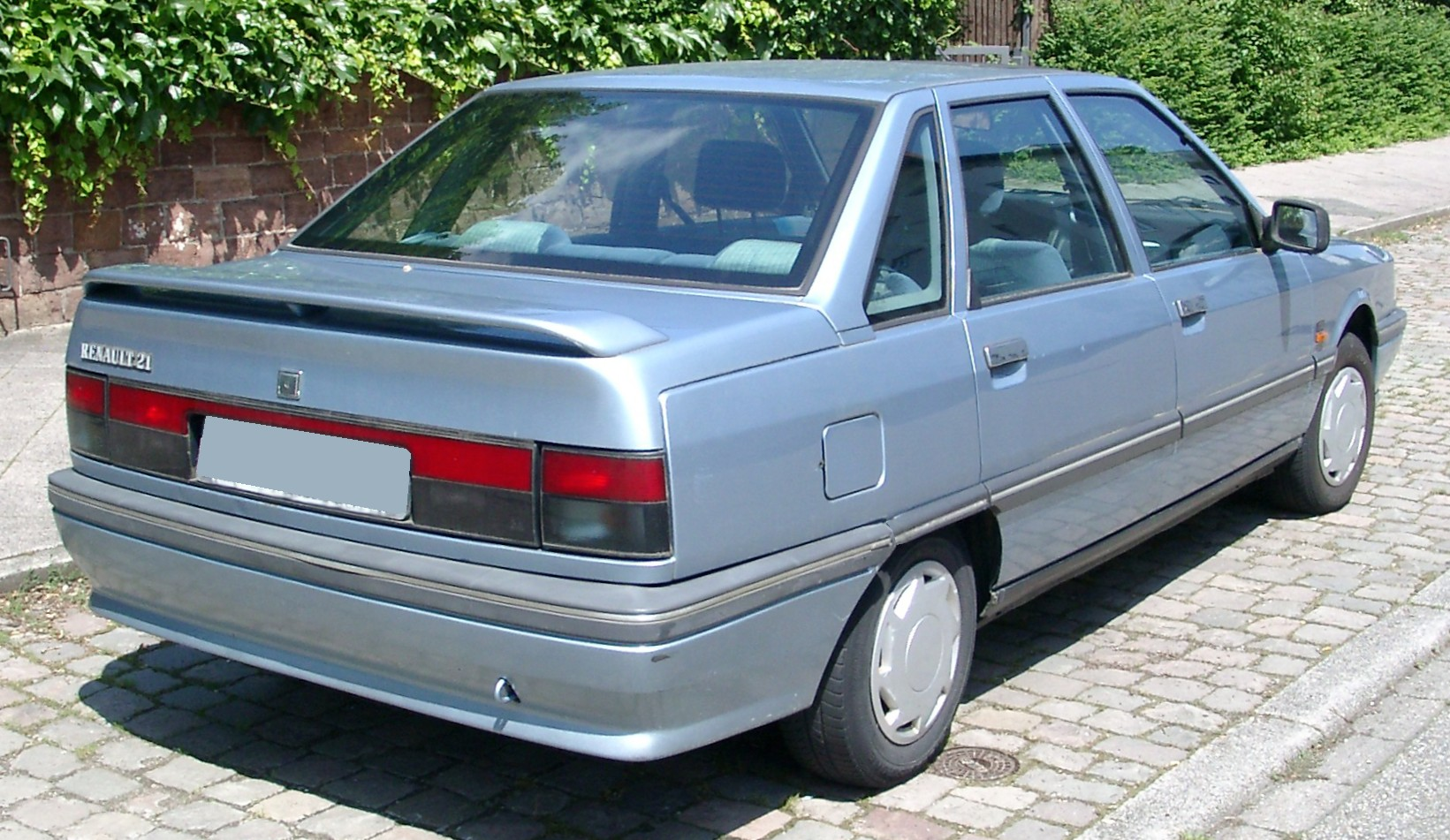
Renault 21 - tył po liftingu

Produkcja Renault 21 sedan ruszyła na początku 1986 r., samochód powstał jako następca udanego modelu 18. Kilka miesięcy później zadebiutowała pięciomiejscowa wersja kombi, znana była pod nazwą 21 Nevada (Savanna na rynku brytyjskim), konkurowała ona na rynku z Peugeotem 505 Family Estate.
Samochód sprzedawany był także na rynku północnoamerykańskim poprzez sieć dealerską Eagle jako Renault-Eagle Medallion. 

### Silniki
- 1,4 l (1397 cm³) benzynowy OHV 8-zaworowy R4
- 1,6 l (1565 cm³) benzynowy OHV 8-zaworowy R4
- 1,7 l (1721 cm³) benzynowy SOHC 8-zaworowy R4, gaźnik
- 1,7 l (1721 cm³) benzynowy SOHC 8-zaworowy R4, wtrysk jednopunktowy
- 1,7 l (1721 cm³) benzynowy SOHC 8-zaworowy R4, gaźnik
- 1,7 l (1721 cm³) benzynowy SOHC 8-zaworowy R4, wtrysk wielopunktowy
- 1,9 l (1870 cm³) diesel SOHC 8-zaworowy R4
- 2,0 l (1995 cm³) benzynowy SOHC 8-zaworowy R4, wtrysk wielopunktowy
- 2,0 l (1995 cm³) benzynowy SOHC 12-zaworowy R4;
- 2,0 l (1995 cm³) benzynowy SOHC 8-zaworowy R4, wtrysk wielopunktowy, turbodoładowanie
- 2,1 l (2068 cm³) diesel SOHC 8-zaworowy R4
- 2,1 l (2068 cm³) turbodiesel SOHC 8-zaworowy R4
- 2,2 l (2165 cm³) benzynowy SOHC 8-zaworowy R4

### Dane techniczne
| Wersja                | Silnik:                          | Układ zasilania:    | Średnica × skok tłoka: | St. sprężania:     | Moc maksymalna:                    | Maks. moment obrotowy      | 0-100 km/h:        | V-max:             |
| Silniki benzynowe:    | Silniki benzynowe:               | Silniki benzynowe:  | Silniki benzynowe:     | Silniki benzynowe: | Silniki benzynowe:                 | Silniki benzynowe:         | Silniki benzynowe: | Silniki benzynowe: |
| --------------------- | -------------------------------- | ------------------- | ---------------------- | ------------------ | ---------------------------------- | -------------------------- | ------------------ | ------------------ |
| 1.4 TL                | R4 1,4 l (1397 cm³), OHV         | gaźnik              | 76,00 mm × 77,00 mm    | b/d                | 71 KM (52 kW) przy 5250 obr./min   | b/d                        | 14,5 s             | 168 km/h           |
| 1.7 TL                | R4 1,7 l (1721 cm³), SOHC        | gaźnik Solex 28-34Z | 81,00 mm × 83,50 mm    | 9,2:1              | 76 KM (56 kW) przy 5000 obr./min   | 129 N•m przy 3250 obr./min | 12,0 s             | 176 km/h           |
| 1.7 GTS               | R4 1,7 l (1721 cm³), SOHC        | gaźnik Solex        | 81,00 mm × 83,50 mm    | 10,0:1             | 91 KM (67 kW) przy 5500 obr./min   | 135 N•m przy 3500 obr./min | 10,9 s             | 182 km/h           |
| 2.0 TXE               | R4 2,0 l (1995 cm³), SOHC        | wtrysk Renix        | 88,00 mm × 82,00 mm    | 10,0:1             | 122 KM (90 kW) przy 5500 obr./min  | 168 N•m przy 4500 obr./min | 10,4 s             | 193 km/h           |
| 2.0 TXi               | R4 2,0 l (1995 cm³), SOHC        | wtrysk Renix        | 88,00 mm × 82,00 mm    | b/d                | 142 KM (104 kW) przy 6000 obr./min | 176 N•m przy 4300 obr./min | 9,2 s              | 205 km/h           |
| 2.0 Turbo             | R4 2,0 l (1995 cm³), SOHC, turbo | wtrysk Renix        | 88,00 mm × 82,00 mm    | 8,0:1              | 177 KM (131 kW) przy 5200 obr./min | 270 N•m przy 3000 obr./min | 8,1 s              | 227 km/h           |
| Silniki wysokoprężne: |                                  |                     |                        |                    |                                    |                            |                    |                    |
| 2.1 GTD               | R4 2,1 l (2068 cm³), SOHC        | wtrysk              | 86,00 mm × 89,00 mm    | b/d                | 68 KM (50 kW) przy 4800 obr./min   | 126 N•m przy 2250 obr./min | 15,6 s             | 164 km/h           |
| 2.1 GTD               | R4 2,1 l (2068 cm³), SOHC, turbo | wtrysk              | 86,00 mm × 89,00 mm    | b/d                | 89 KM (66 kW) przy 4250 obr./min   | 182 N•m przy 2000 obr./min | 12,7 s             | 171 km/h           |